# Bossey
Bossey é uma comuna francesa na região administrativa de Auvérnia-Ródano-Alpes, no departamento da Alta Saboia. Estende-se por uma área de 3.88 km². Em 2010 a comuna tinha 1 043 habitantes (densidade: 268,8 hab./km²).